# Orust-Tjörn (tidning)
Orust-Tjörn var en dagstidning med utgivningsperiod från den 4 november 1949 till den 31 december 1963. Den fullständiga titeln var Orust-Tjörn / Orts- Nyhets- och annonstidning för öarna Orust och Tjörn, sista åren bara Orust-Tjörn.

## Redaktion
Redaktionsort var olika orter Brattås, Henån och Varekil, men blev sedan Lysekil då tidningen blev edition till Lysekilsposten. Tidningens politiska tendens var först opolitisk sedan som edition moderat. Tidningen var edition till Lysekilsposten från 3 januari 1953 till 31 december 1963. Från 1964 gick tidningen upp i Lysekilsposten. Utgivningsfrekvensen för tidningen var 1949 till 1952 en dag i veckan fredagar, sedan som edition tre dagar i veckan tisdagar, torsdagar och lördagar på morgonen.
| Period                 | Ansvarig utgivare | Period                 | Redaktör      |
| 1949-11-04--1952-12-19 | Carlson, Rune     | 1949-11-04--1963-12-31 | Carlson, Rune |
| 1953-01-02--1954-03-13 | ingen uppgift     | 1949-11-04--1963-12-31 | Carlson, Rune |
| 1954-03-16--1963-12-31 | Hansson, Knuth    | 1949-11-04--1963-12-31 | Carlson, Rune |

## Tryckning
Tryckeri var hela utgivningstiden Lysekils nya tryckeriaktiebolag i Lysekil. Tryckeriutrustning var en flattrycksrotationspress. Tidningen trycktes bara med svart färg och med antikva. Satsytan var stor till 1953 sedan 52x 35 cm men från 1961 blev den tabloid. Tidningen hade  4 till 8 sidor och upplagan var 1200 till 1600 exemplar tillsammans med Lysekilsposten. Priset för tidningen var 7 kronor första året sedan 30 kr då tidningen lades ner.